# Panicum decaryanum
Panicum decaryanum är en gräsart som beskrevs av Aimée Antoinette Camus. Panicum decaryanum ingår i släktet vipphirser, och familjen gräs. Inga underarter finns listade i Catalogue of Life.